# 半透明雲
半透明雲（はんとうめいうん、ラテン語学術名:translucidus、略号:tr）とは、雲の変種の1つで、高積雲、高層雲、層積雲、層雲に現れる。空を広範囲に覆う雲の中でも、太陽や月の位置がわかる程度の厚さの雲のこと。逆に太陽や月の位置が分からないほど厚い雲のときは、これを不透明雲と呼ぶ。
雲片の集合からなる雲や水平な層状の雲にみられる。雲の大部分を占める薄い部分が、あるいはどの部分も一様に、太陽などを透視できる。高積雲、高層雲、層積雲では太陽や月の輪郭がぼやけることが多く、層雲では輪郭ははっきりする。
層積雲の半透明雲は濃淡がはっきりしていて、薄い部分には青空が覗くこともある。
"translucidus"は、ラテン語で「半透明の、透けて見える」という意味がある。

## ギャラリー

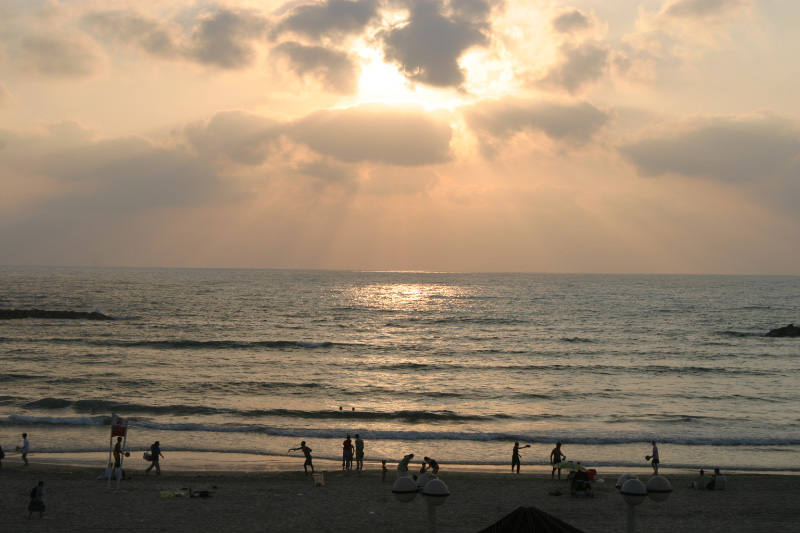
半透明層積雲。太陽の輪郭が辛うじて見える。
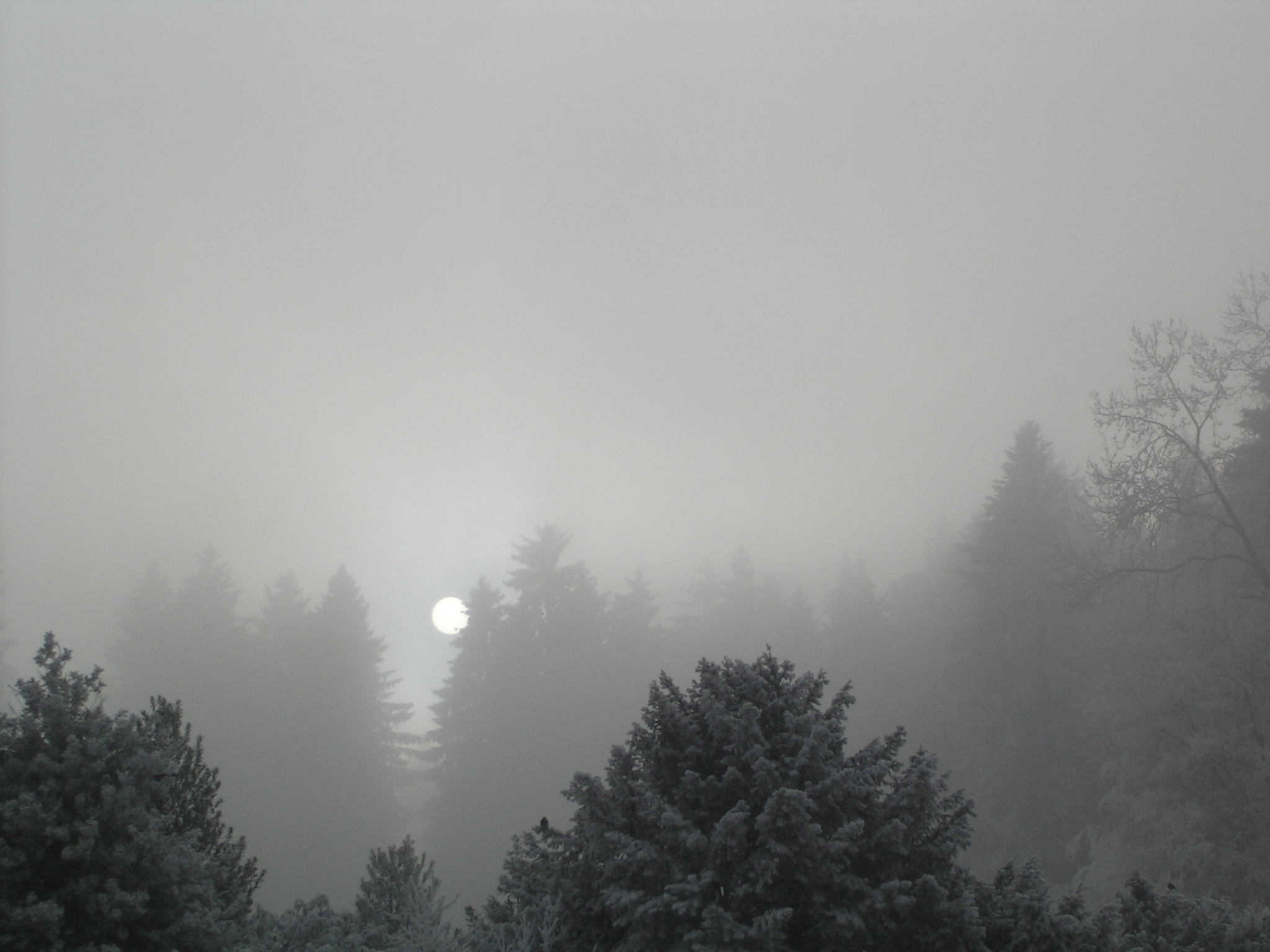
半透明層雲。太陽の輪郭がはっきりと見える。